# Ferdinand Canning Scott Schiller
Ferdinand Canning Scott Schiller (Altona, Holstein, 16 augustus 1864 - Los Angeles, 9 augustus 1937) was een Duits-Engelse filosoof. Schiller studeerde aan de Universiteit van Oxford en werd daar later aangesteld als professor, na een korte periode aan de Cornell Universiteit te hebben gezeten. Later gaf hij ook nog les aan de University of Southern California. Hij was een bekend filosoof tijdens zijn leven, maar na zijn dood is zijn invloed zichtbaar verdwenen en zijn werk grotendeels vergeten.
De filosofie van Schiller kenmerkt door grote overeenkomsten met het pragmatisme van filosofen zoals William James, hoewel Schiller dit label niet gebruikte en liever sprak van "humanisme". Hij bestreed met veel vuur zowel het logisch positivisme, filosofen die ermee geassocieerd werden (zoals Bertrand Russell) als het absoluut idealisme zoals dit bijvoorbeeld bij F.H. Bradley voorkwam.
Schiller was een vroege aanhanger van de evolutieleer en een van de grondleggers van de English Eugenics Society. Hij schreef drie werken over dit onderwerp: Tantalus or the Future of Man (1924), Eugenics and Politics (1926), and Social Decay and Eugenic Reform (1932).

## Leven
Ferdinand Canning Scott Schiller werd geboren in 1864 als zoon van Ferdinand Schiller. Hij had twee broers en woonde samen met hen in Zwitserland. Schillers eerste boek, Riddles of the Sphinx (1891) was een onmiddellijk succes ondanks het gebruik van een pseudoniem vanwege zijn angst voor mogelijke slechte reacties. Van 1893 tot 1897 was hij een professor filosofie aan de Cornell Universiteit. In 1897 ging hij naar Oxford waar hij meer dan dertig jaar zal blijven. Schiller was president van de Aristotelian Society in 1921 en in 1926 werd hij verkozen als fellow of the British Academy. In 1929 werd hij deels professor aan de universiteit van Zuid-California, waar hij dan, afwisselend met Groot-Brittannië, elk een half jaar zou spenderen. Schiller stierf uiteindelijk in Los Angeles op 7 of 9 augustus 1937 na een aanslepende ziekte.

## Filosofie
In 1891 maakte F.C.S. Schiller zijn eerste bijdrage aan de filosofie onder een pseudoniem. Schiller vreesde immers dat in een tijd waarin het naturalisme hoogtij vierde, zijn metafysische speculaties in zijn Riddles of the Sphinx zijn verdere carrière kwaad zouden kunnen doen. Dit wilde echter niet zeggen dat Schiller zelf een echte voorstander was voor metafysische speculatie. Hij was immers een pragmatist en zoals zijn collega's aan de andere kant van de oceaan, poogde hij een synthese te vormen tussen enerzijds het radicale naturalisme, en anderzijds de speculatieve excessen van de metafysici van zijn tijd. Het naturalisme verweet hij dat enkel de schijn hoog hielden dat ze zich geheel van metafysica onthielden, terwijl voor Schiller het onmogelijk is om een filosofie op te bouwen zonder metafysische aanspraken te maken. De abstracte metafysica verweet hij daarentegen hun zicht op de wereld waarin we werkelijk leven te verliezen en zich te verliezen in grote, losgekoppelde en denkbeeldige werelden. Naturalisme kan geen rekenenschap geven aan hogere fenomenen als vrije wil, bewustzijn of God, terwijl de metafysici geen duidelijke uiteenzetting konden geven van de "lagere" delen, namelijk de constant veranderende fysische realiteit. Beide punten leiden volgens hem naar scepticisme omdat iets als ware kennis en moraliteit enkele mogelijk zijn, als men zowel de lagere als hogere elementen van de wereld als realiteit kan uitdragen. Hijzelf stelde een oplossing voor onder de naam van "concrete metafysica" (concrete metaphysics), wat hij later ook humanisme zou noemen.
Kort naar de publicatie van dit eerste werk, raakte Schiller vertrouwd met het werk van de pragmatist William James en dit was een ommekeer in de loop van zijn carrière. Hij legde zich erop toe James' pragmatisme uit te werken en te verbreden (hoewel hij de titel humanisme ervoor bleef gebruiken). Zo herzag hij ook zijn eerste werk om de impliciete pragmatische elementen meer expliciet te maken. In een van Schillers belangrijkste werken van deze periode, Axioms as Postulates (1903), verbreidde Schiller James' Will to believe-doctrine om aan te tonen hoe het, naast de rechtvaardiging van het geloof in God, ook kan dienen voor het geloof in causaliteit, de uniformiteit van de natuur, ons idee van identiteit, contradictie, de wet van uitgesloten midden, van ruimte en tijd, en nog vele anderen.
Tegen het einde van zij carrière, nam Schillers pragmatisme meer afstand van dat van William James, en nam het een eigen karakter aan. Hij begon zich voornamelijk te fixeren op kritiek op de formele logica. Hij verwierp het gegeven dat men een afleiding als correct kan beschouwen, louter op basis van zijn formeel karakter. Hij pleitte dat men altijd moest kijken naar de concrete en contextuele feiten rond het specifieke probleem waarin deze afleiding naar voren komt. Een voorbeeld is dat van de wiskundige formule "1+1=2" en hoe deze ongeldig is bij het geval van regendruppels. Zijn aanval op de formele logica heeft nooit veel aandacht gekregen van filosofen, hoewel het enkele gelijkenissen vertoont met het hedendaagse contextualisme in de hedendaagse epistemologie en bepaalde inzichten van de ordinary language philosophy.

## Werken
- Riddles of the Sphinx (1891)
- "Axioms as Postulates" (1902)
- Humanism (1903)
- Studies in Humanism (1907)
- Plato or Protagoras? (1908)
- Riddles of the Sphinx (191o)
- Humanism (1912)
- Formal Logic(1912)
- Problems of Belief (1924)
- Logic for Use (1929)
- Our Human Truths (1939)